# Phyllodoceae
Tribu
Classification APG III (2009)
Les Phyllodoceae sont une tribu de plantes à fleurs dicotylédones de la famille des Ericaceae. Phyllodoce est le genre type de la tribu.

## Liste des genres et espèces
Selon NCBI (2 nov. 2010) :
- genre Elliottia
  - Elliottia bracteata
  - Elliottia paniculata
  - Elliottia pyroliflora
  - Elliottia racemosa
- genre Epigaea
  - Epigaea repens
- genre Kalmia
  - Kalmia angustifolia
  - Kalmia buxifolia
  - Kalmia cuneata
  - Kalmia hirsuta
  - Kalmia latifolia
  - Kalmia microphylla
  - Kalmia polifolia
  - Kalmia procumbens
- genre Kalmiopsis
  - Kalmiopsis leachiana
- genre Phyllodoce
  - Phyllodoce aleutica
  - Phyllodoce caerulea
  - Phyllodoce empetriformis
  - Phyllodoce nipponica
- genre Rhodothamnus
  - Rhodothamnus chamaecistus